# Jerusalem Challenger 1996
Il Jerusalem Challenger 1996 è stato un torneo di tennis facente parte della categoria ATP Challenger Series nell'ambito dell'ATP Challenger Series 1996. Il torneo si è giocato a Gerusalemme in Israele dal 6 al 12 maggio 1996 su campi in cemento.

## Vincitori

### Singolare
Grant Stafford ha battuto in finale  Chris Haggard con il punteggio di 6–4, 6–3

### Doppio
Neville Godwin /  Leander Paes hanno battuto in finale  Noam Behr /  Eyal Ran con il punteggio di 7–6, 7–5